# Какараска
 Тази статия е за селото.  За птицата вижте сврака.  
Какара̀ска (понякога Кака̀ска или Кака̀ра, на гръцки: Αγία Ελένη, Агия Елени, до 1926 година, но официално в регистрите от 1927 година Κακαράσκα, Какараска или Καράσκα, Караска) е село в Република Гърция, дем Сяр, област Централна Македония. Според преброяването от 2001 година селото има 636 жители.

## География
Селото е разположено в Сярското поле на 12 километра южно от град Сяр (Серес) и на 3 километра източно от Копеки (Скутари).

## История

### Етимология
Според Йордан Н. Иванов етимологията на името на селото е от диалектната дума за сврака (Corvus pica) какараска.

### В Османската империя
В края на XIX век Какараска е село в Сярска каза на Османската империя. Александър Синве ("Les Grecs de l’Empire Ottoman. Etude Statistique et Ethnographique"), който се основава на гръцки данни, в 1878 година пише, че в Какараска (Kakaraska) живеят 90 гърци. В „Етнография на вилаетите Адрианопол, Монастир и Салоника“, отразяваща статистика от 1873 година, Какараска е представена един път като село в Сярска каза със 76 домакинства и 160 жители българи и втори път като село в Демирхисарска каза като село с 50 домакинства и 170 жители българи. В 1886 година в селото има 165 християни и 100 мюсюлмани.
В 1891 година Георги Стрезов определя селото като част от Сармусакликол и пише:
| „ | Какараска, на ЮИ от Бейлик махала, чифлик от Тефик бея. Църква гръцка. 26 къщи със 150 жители българе. Пътят равен, но на места всякога блатист. | “ |

Според Васил Кънчов („Македония. Етнография и статистика“) в 1900 година Какараска има 500 жители българи.
В първото десетилетие на XX век населението на Какараска е в лоното на Цариградската патриаршия. По данни на секретаря на Българската екзархия Димитър Мишев („La Macédoine et sa Population Chrétienne“) в 1905 година населението на селото се състои от 336 българи патриаршисти гъркомани и 48 цигани. В Какараска работи гръцко начално училище. По-късно селото минава под върховенството на Българската екзархия и в него има българско училище. В 1908 година по гръцки данни в селото има „40 православни гърци под български терор“.
В доклад от 20 януари 1910 година училищният инспектор на Българската екзархия в Сяр пише:
{{цитат|Какараска е чифлик с 30 къщи – българи и цигани, които са се отказали от Екзархията. Чифликът е собственост на трима стопани, един от които е болницата в гр. Сяр. Тя е построила ново училище само за 4-5 деца. В селото няма църква. Учителят Иван Спиров няма необходимата подготовка и практика... Учениците са 19, от които 14 момчета и 5 момичета.
Селото е освободено от османско владичество от Седма рилска дивизия по време на Балканската война през октомври 1912 година. През юни 1913 година по време на Междусъюзническата война селото е завзето от гръцката армия и по силата на Букурещкия договор е включено в рамките на Гърция.

### В Гърция
В 1922 години в Какараска са заселени гърци-бежанци от село Кости, България, чиито потомци и до днес практикуват нестинарство. Според преброяването от 1928 година Какараска е смесено местно-бежанско село с 52 бежански семейства със 196 души.
На 28 декември 1926 година селото е прекръстено на Агия Елени, но официално в регистрите с новото име е от 1927 година.
В 1933 година е построена църквата „Св. св. Константин и Елена“.

### Преброявания
- 1913 – 221 души
- 1920 – 186 души
- 1951 – 648 души
- 1961 – 803 души
- 1971 – 773 души
- 1981 – 671 души
- 1991 – 617 души
- 2001 – 636 души[5]